# Iàkov Rilski
Iàkov Rilski   (Shemonaikha District, 25 d'octubre de 1928 - Moscou, 9 de desembre de 1999) va ser un tirador d'esgrima rus, especialista en sabre, que va competir sota bandera de la Unió Soviètica durant les dècades de 1950 i 1960.
El 1956 va prendre part en els Jocs Olímpics d'Estiu de Melbourne, on disputà dues proves del programa d'esgrima. Guanyà la medalla de bronze en la prova de sabre per equips, mentre en la de sabre individual quedà eliminat en sèries. Quatre anys més tard, als Jocs de Roma, tornà a disputar dues proves del programa d'esgrima. Fou vuitè en la prova de sabre individual, mentre en la de sabre per equips quedà eliminat en sèries. El 1964, a Tòquio, disputà els seus tercers, i darrers, Jocs Olímpics. Guanyà la medalla d'or en la prova de sabre per equips, mentre en la de sabre individual fou quart.
En el seu palmarès també destaquen dotze medalles al Campionat del món d'esgrima, quatre d'or, cinc de plata i tres de bronze, entre les edicions de 1955 i 1966. Amb l'or aconseguit el 1958 fou el primer tirador d'esgrima soviètic que guanyà un campionat del món individual. També guanyà cinc campionats soviètics de sabre individual.